# Beautiful World
Beautiful World е четвъртият студиен албум на британската поп група Take That от 2006 година.
Това е първият албум на групата без участието на Роби Уилямс, който се завърна през 2010 г. за известно време и първи като четиричленен състав. Излизат общо пет сингъла Patience, Shine, I'd Wait for Life, Reach Out (издаден само за територията на Европа) и Rule the World включен единствено в делукс изданието за турнето.

## Списък на песните

### Оригинален траклист
1. Reach Out – 4:16
2. Patience – 3:20
3. Beautiful World – 4:25
4. Hold On – 3:56
5. Like I Never Loved You at All – 3:44
6. Shine – 3:31
7. I'd Wait for Life – 4:34
8. Ain't No Sense in Love – 3:51
9. What You Believe In – 4:32
10. Mancunian Way – 3:48
11. Wooden Boat – 3:07

### Интернационално издание
1. Butterfly (скрит трак) – 3:42

### Японско издание
1. Butterfly – 3:42
2. 6 in The Morning Fool – 3:36

### Tour издание
1. Butterfly – 3:42
2. Beautiful Morning – 3:37
3. We All Fall Down – 3:47
4. Rule the World – 4:58

### Tour издание (DVD)
1. Patience – 3:22
2. Shine – 3:31
3. I'd Wait for Life – 4:33
4. Rule the World – 4:58
5. Създаване на Beautiful World – 30:00

### B-sides
1. Trouble with Me – 3:22
2. We Love to Entertain You – 3:14
3. We All Fall Down (акустика) – 3:50
4. Stay Together – 4:00